# Конец агента (фильм)
«Коне́ц аге́нта» (Konec agenta W4C prostřednictvím psa pana Foustky — в переводе с чеш. — «Конец агента W4C при участии собаки пана Фоустки») — чехословацкий художественный фильм 1967 года режиссёра Вацлава Ворличека, пародия на шпионские фильмы («бондиану»). Кинофильм снят на киностудии «Баррандов». Фильм с успехом шёл в советском прокате в 1960-е годы. Авторы сценария — Олдржих Данек и В. Ворличек.

## Сюжет
Суперагент W4C, который убивает врагов не глядя и соблазняет хорошеньких девушек, получает задание найти в Праге, или в «том непоименованном городе», как говорит его руководитель в парижской резидентуре, женщину-агента дружественной державы Алису Робертс и забрать у неё микрофильм, в котором собраны сведения об использовании  Венеры в военных целях.
Разумеется, об этом узнают руководители чехословацкой контрразведки, но все агенты на заданиях, поручить ответственную задачу по обезвреживанию суперагента некому, кроме пана Фоустки, который работает в пражском управлении простым бухгалтером. Шеф обещает Фоустке сделать его старшим бухгалтером в случае успеха операции, а пока присваивает ему шифр 13b.
Фоустка, робкий и нерешительный человек, который и оружия в руках не держал, со своей маленькой собачкой по кличке Пайда (англ. Payday «получка») выходит на трудный путь суперагента. Они нападают на след и W4C, и агента Робертс, которая владеет микроплёнкой, спрятанной в обычную ресторанную солонку. Фоустка и Пайда справляются и с задачей нейтрализации W4C, гибнущего от своего же супероружия, и по ходу дела уничтожают практически всю европейскую сеть шпионажа, все ведущие агенты которой пребывали в Праге.
В финале фильма Фоустка возвращает микрофильм начальнику контрразведки. Тот на радостях назначает его суперагентом с шифром 13a, забыв про обещание сделать главбухом.

## В ролях
- Ян Качер[чеш.] (чеш. Jan Kačer) — Цирил Хуан, агент W4C
- Квета Фиалова — агент Алиса Робертс
- Иржи Совак — пан Фоустка
- Иржи Плескот (чеш. Jiří Pleskot) — шеф
- Ян Либичек (чеш. Jan Libíček) — резидент
- Иржи Лир (чеш. Jiří Lír) — Штерн
- Вальтер Тауб (чеш. Walter Taub) — большой шеф
- Отто Шиманек (чеш. Otto Šimánek) — изобретатель
- Йозеф Глиномаз — агент
- Зденек Брауншлегер (чеш. Zdeněk Braunschläger) — агент
- Иво Губель (чеш. Ivo Gubel) — агент
- Хелена Ружичкова — женщина в баре
- Милош Ваврушка (чеш. Miloš Vavruška)
- Петр Чепек